# Cathy Lesurf
Cathy Lesurf (ook wel Cathy Le Surf) is een Britse zangeres, vermoedelijk uit Kent.
Ze heeft in verschillende bekende folkbands gezongen:
- Fiddler’s Dram
- Oyster Ceilidh Band
- The Albion Band (er is daar zelfs een Lesurf-periode)
- Fairport Convention.

Daarna is zij nergens meer vast bandlid.

## Discografie
- 1985: Surface
- 1998: Plains of Innocence

## Bron
- (en) Folkipedia